# Дує Чалета-Цар
Дує Чалета-Цар (хорв. Duje Ćaleta-Car, нар. 17 вересня 1996, Шибеник) — хорватський футболіст, захисник «Саутгемптона» і національної збірної Хорватії. На умовах оренди грає за французький «Ліон».

## Клубна кар'єра
Народився 17 вересня 1996 року в місті Шибеник. Вихованець футбольної школи місцевого однойменного клубу. Дорослу футбольну кар'єру розпочав 2012 року в основній команді «Шибеника», в якій провів один сезон, взявши участь у 17 матчах чемпіонату. 
Своєю грою за цю команду привернув увагу представників тренерського штабу австрійського «Пашинга», до складу якого приєднався 2013 року.
За рік, у 2014, юним хорватом зацікавився один з лідерів австрійського футболу зальцбурзький «Ред Булл», і сезон 2014/15 Дує провів у його фарм-клубі, «Ліферінзі». 
З 2015 року повернувся до головної команди «Ред Булла», де відразу став одним з основних центральних оборонців команди.
20 липня 2018 підписав контракт з французьким «Марселем», вартість трансфера склала 19 мільйонів євро. В марсельському клубі Чалета-Цар провів перше коло сезону 2018/19 в статусі запасного захисника, отримавши червону картку вже в другому матчі чемпіонату та надовго випавши з планів головного тренера Руді Гарсія. Лише в лютому 2019 він зміг завоювати місце в основному складі, сформувавши зв'язку центральних захисників з Бубакаром Камара, яка була ефективною, зокрема, завдяки діагональним передачам хорвата.

## Виступи за збірні
2012 року дебютував у складі юнацької збірної Хорватії, взяв участь у 26 іграх на юнацькому рівні, відзначившись 3 забитими голами.
З 2014 року залучається до складу молодіжної збірної Хорватії. На молодіжному рівні зіграв у 5 офіційних матчах, забив 1 гол.
У травні 2016 року 19-річного гравця, який на той час не провів жодної гри за основну збірну Хорватії , було включено до її розширеної заявки на фінальну частину чемпіонату Європи у Франції. Проте до остаточної заявки на континентальну першість не Дує потрапив.
А за два роки поїхав на чемпіонат світу 2018 року, дебютувавши у складі головної команди Хорватії лише в одній з контрольних ігор напередодні мундіалю.
| Дата       | Місто          | Господарі | Результат  | Гості       | Турнір                               | Голи | Примітки |
| ---------- | -------------- | --------- | ---------- | ----------- | ------------------------------------ | ---- | -------- |
| 3-6-2018   | Ліверпуль      | Бразилія  | 2 – 0      | Хорватія    | товариський матч                     | -    | 52'      |
| 26-6-2018  | Ростов-на-Дону | Ісландія  | 1 – 2      | Хорватія    | ЧС 2018 - 1-й етап                   | -    |          |
| 21-3-2019  | Загреб         | Хорватія  | 2 – 1      | Азербайджан | Відбір до ЧЄ 2020                    | -    |          |
| 16-11-2019 | Рієка          | Хорватія  | 3 – 1      | Словаччина  | Відбір до ЧЄ 2020                    | -    | 13'      |
| 19-11-2019 | Пула           | Хорватія  | 2 – 1      | Грузія      | товариський матч                     | -    | 46'      |
| 8-9-2020   | Сен-Дені       | Франція   | 4 – 2      | Хорватія    | Ліга націй УЄФА 2020—2021 - 1-й етап | -    | 34'      |
| 7-10-2020  | Санкт-Галлен   | Швейцарія | 1 – 2      | Хорватія    | товариський матч                     | -    |          |
| 11-10-2020 | Загреб         | Хорватія  | 2 – 1      | Швеція      | Ліга націй УЄФА 2020—2021 - 1-й етап | -    |          |
| 11-11-2020 | Стамбул        | Туреччина | 3 – 3      | Хорватія    | товариський матч                     | -    | 54'      |
| 14-11-2020 | Сульна         | Швеція    | 2 – 1      | Хорватія    | Ліга націй УЄФА 2020—2021 - 1-й етап | -    | 35'      |
| 27-3-2021  | Рієка          | Хорватія  | 1 – 0      | Кіпр        | Відбір до ЧС 2022                    | -    | 48'      |
| 30-3-2021  | Рієка          | Хорватія  | 3 – 0      | Мальта      | Відбір до ЧС 2022                    | -    |          |
| 1-6-2021   | Велика Гориця  | Хорватія  | 1 – 1      | Вірменія    | товариський матч                     | -    |          |
| 6-6-2021   | Брюссель       | Бельгія   | 1 – 0      | Хорватія    | товариський матч                     | -    |          |
| 13-6-2021  | Лондон         | Англія    | 1 – 0      | Хорватія    | ЧЄ 2020 - 1-й етап                   | -    | 42'      |
| 28-6-2021  | Копенгаген     | Хорватія  | 3 – 5 д.ч. | Іспанія     | ЧЄ 2020 - 1/8 фіналу                 | -    | 84'      |
| 1-9-2021   | Москва         | Росія     | 0 – 0      | Хорватія    | Відбір до ЧС 2022                    | -    | 84'      |
| 7-9-2021   | Спліт          | Хорватія  | 3 – 0      | Словенія    | Відбір до ЧС 2022                    | -    | 77'      |
| 8-10-2021  | Ларнака        | Кіпр      | 0 – 3      | Хорватія    | Відбір до ЧС 2022                    | -    |          |
| 11-11-2021 | Та-Калі        | Мальта    | 1 – 7      | Хорватія    | Відбір до ЧС 2022                    | 1    |          |
| 26-3-2022  | Осієк          | Хорватія  | 1 – 1      | Словенія    | товариський матч                     | -    | 73'      |
| 29-3-2022  | Ер-Райян       | Хорватія  | 2 – 1      | Болгарія    | товариський матч                     | -    | 33', 63' |
| 3-6-2022   | Осієк          | Хорватія  | 0 – 3      | Австрія     | Ліга націй УЄФА 2022—2023 - 1-й етап | -    | 74'      |
| Усього     |                | Матчів    | 23         |             | Голів                                | 1    |          |

## Досягнення
- Чемпіон Австрії (4):

«Ред Булл»: 2014-15, 2015-16, 2016-17, 2017-18
- Володар Кубка Австрії (3):

«Ред Булл»: 2014-15, 2015-16, 2016-17
- Віце-чемпіон світу: 2018